# Antonio Cánovas del Castillo

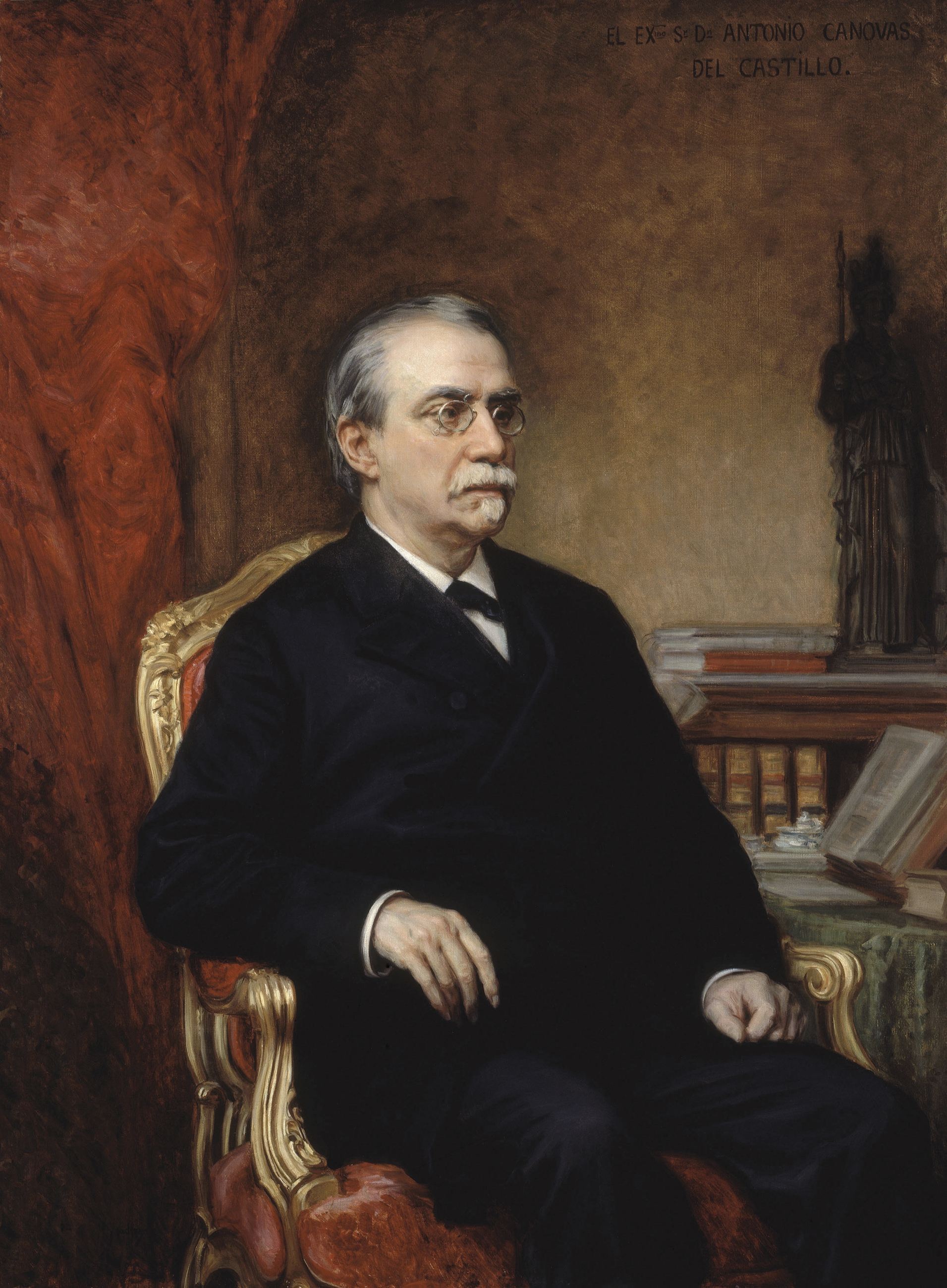
Don Antonio Cánovas del Castillo, spanischer Staatsmann und Historiker

Don Antonio Cánovas del Castillo (* 8. Februar 1828 in Málaga; † 8. August 1897 in Mondragón) war ein spanischer Staatsmann, Ministerpräsident, Dichter, Historiker und Restaurator der Monarchie in Spanien. Er war auch Träger des Orden vom Goldenen Vlies.

## Leben

### Frühe Jahre
Nach dem Tod seines Vaters zog Cánovas nach Madrid zu seinem Onkel, dem Schriftsteller Serafín Estébanez Calderón. An der Universität Madrid studierte er Rechtswissenschaften.
Er redigierte das grundlegende Dokument des in Spanien als „Vicalvarada“ bekannten Pronunciamientos, das 1854 zum Sturz der Regierung der Moderados führte. Dieses Dokument, das Manifiesto del Manzanares, sprach das aus, was die Initiatoren des Pronunciamientos erreichen wollten: Erhaltung der Monarchie aber ohne den Hofstaat, Einhaltung und Erweiterung der Grundrechte besonders des Wahlrechts und der Pressefreiheit, Senkung der Steuern gestützt auf eine wirtschaftsorientierte Politik, gerechte Personalentscheidungen in der öffentlichen Verwaltung und im Militär, mehr Selbstverwaltungsrechte für die Gemeinden gegen die Zentralisierung der Verwaltung, Aufstellung und Unterhalt einer Nationalmiliz, d. h. die Bildung von örtlichen Reservekompanien aus der Bevölkerung.
Bei den Wahlen zu den Verfassunggebenden Cortes im Oktober 1854 wurde Cánovas mit 26 Jahren zum Abgeordneten gewählt. Während der letzten Regierungsjahre von Königin Isabella II. hatte er mehrere Ämter inne, unter anderem als Diplomat in Rom und Gouverneur von Cádiz. Vom 1. März 1864 bis zum 16. September 1864 war er Innenminister im Kabinett des Ministerpräsidenten Alejandro Mon Menéndez und vom 21. Juni 1865 bis zum 10. Juli 1866 Minister für die Überseeischen Gebiete im Kabinett des Ministerpräsidenten Leopoldo O’Donnell. Dieses Kabinett O’Donnell trat im Juli 1866 zurück als die Kritik daran, wie die Regierung eine Meuterei in der Kaserne von San Gil niedergeschlagen ließ, eine Zusammenarbeit mit den Cortes unmöglich machte.
Während des „Sexenio Revolucionario“, der Zeit zwischen 1868 und 1874, war Cánovas bis April 1872 in den Cortes der Führer einer kleinen Gruppe von Abgeordneten, die sich für Alfonso de Borbón y Borbón, den Sohn der ehemaligen Königin Isabella, als neuen König einsetzten.

### Jahre als Premierminister

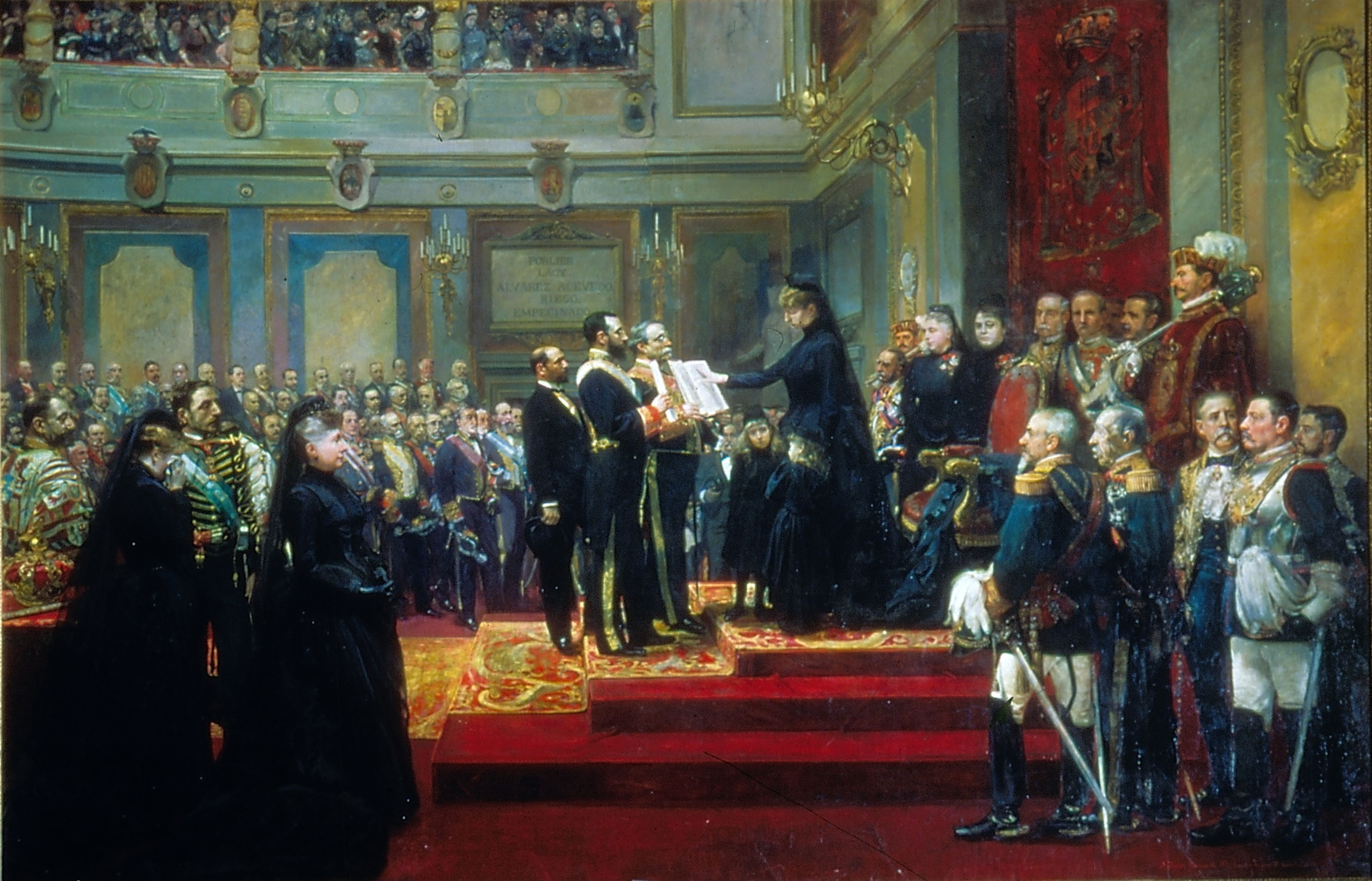
Königinwitwe Maria Christina bei der Vereidigung als Regentin im Jahr 1885

Ende 1874 rief General Arsenio Martínez-Campos in Sagunt den Prinzen von Asturien, Alfons de Bourbon, zum König aus. Cánovas hatte gehofft, dass der Monarch auf einen Aufruf des Volkes durch die Cortes auf den Thron kommen würde, nicht durch ein Pronunciamiento des Militärs. Doch er beugte sich den Tatsachen und zog seinen Nutzen aus dem Konsensus, der sich durch die Proklamation in Spanien ergab. Vom König zum Ministerpräsidenten ernannt, schuf Cánovas eine neue Verfassung, die die königliche Macht in Gesetzgebung und Regierung stärkte, zugleich aber dem Volk Grundrechte garantierte. Die Restauration des Obrigkeitsstaates zwang die Republikaner in den Untergrund, Attentate erschütterten das Land.
Nach dem Tod von König Alfons XII. beschlossen die politischen Führer, Cánovas und Práxedes Mateo Sagasta, die Königinwitwe Maria Christina als Regentin zu stützen und so die politische Beständigkeit zu wahren. Unter dem Schutz der flexiblen und vernünftigen Verfassung von 1876 und mit der Konsolidierung der wiederholten friedlichen Abwechslung der konservativen Partei Cánovas und der liberalen Partei Sagastas in der Ausübung der Regierung hielt sich das System der Restauration. Sogar die Opposition – sowohl die Karlisten als auch die Republikaner – boten dem Regime, das «von einer Witwe und einem Waisen» vertreten wurde, einen Waffenstillstand an.

### Politische Krise
In den späten 1880er Jahren war die Überseepolitik Cánovas’ in zunehmendem Maße instabil. Die Unterdrückung der kubanischen Nationalisten war erfolglos. Der politische und militärische Kampf gegen die spanische Kolonialmacht wurde von José Martí organisiert, bedingt durch eine hohe und ungerechte Steuerlast und fehlende Mitwirkungsmöglichkeiten der Bevölkerung an Politik und Verwaltung. Dazu kamen politische und wirtschaftliche Interessen der USA, die die einheimische Bevölkerung ermunterten, gegen die Kolonialmacht zu rebellieren. Dies führte 1898 zum Spanisch-Amerikanischen Krieg und endete mit der Besetzung Kubas, Puerto Ricos, Guams und der Philippinen durch die USA und für Spanien mit dem Verlust seiner letzten bedeutsamen Kolonien.

### Schriftsteller
Cánovas’ historische Schriften fanden ein beträchtliches Renommee, besonders seine Geschichte vom Zerfall Spaniens (spanisch Historia de la Decadencia de España), für die er 1860 in die Real Academia Española gewählt wurde. Weitere folgten: Academia de Ciencias Morales y Políticas (1871), Academia de Bellas Artes de San Fernando (1887) und Athenaeum in Madrid (1870–74, 1882–84 und 1888–89). Er schrieb: Estudios del reinado de Felipe IV (Bd. 1–2, Madr. 1888 bis 1889). Unter seiner Leitung begann 1890 eine von Mitgliedern der Akademie bearbeitete Historia general de España zu erscheinen.

### Tod
Am 8. August 1897 wurde Antonio Cánovas del Castillo in den Kuranlagen von Santa Águeda de Gesalibar in Mondragón durch den italienischen Anarchisten Michele Angiolillo (1871–1897) ermordet.

## Mitgliedschaften
1881 wurde er zum assoziierten Mitglied der Académie royale des Sciences, des Lettres et des Beaux-Arts de Belgique (Classe des Lettres et des Sciences morales et politiques) gewählt.